# Maximus Mangold
Maximus Mangold (auch Max Mangold; * 29. Mai 1722 in Rehling; † 23. März 1797 in Augsburg) war ein deutscher römisch-katholischer Theologe und Philosoph.

## Leben
Mangold, Sohn des Bauern Johann Jakob Mangold, soll das Jesuitengymnasium Ellwangen absolviert haben. Am 20. September 1739 wurde er in den Jesuitenorden aufgenommen. Er durchlief die ordenstypische Ausbildung, unter anderem mit dem Noviziat am Jesuitenkolleg Landsberg, studierte an der Universität Ingolstadt und wurde 1753 in Eichstätt zum Priester geweiht. Von 1755 bis 1757/1758 unterrichtete er am Jesuitenkolleg München. 1757 kehrte er an die Ingolstädter Universität zurück, an der er, in Nachfolge seines Bruders Joseph Mangold, einen Lehrstuhl der Philosophie erhielt. 1763 wechselte er als Professor der Theologie, insbesondere der Dogmatik, an die Theologische Fakultät. 1766 wurde er zum Dr. theol. promoviert. Zudem war er 1767 und 1768 zwei Jahre Rektor des Jesuitenkollegs Ingolstadt.
Mangold wurde 1770 zum Provinzial der Ordensprovinz gewählt, als welcher er bis zur Ordensauflösung 1773 amtierte. Anschließend zog er sich zu seinem Bruder nach Augsburg zurück. Er war dort unter seinem Bruder ebenfalls am Kolleg St. Salvator tätig, dessen Rektor er 1787 wurde. In diesem Amt verblieb er bis zu seinem Tod.

## Werke (Auswahl)
- Positiones Ex Philosophia Rationali Et Experimentali Selectae. Vötter, München 1757.
- Philosophia Recentior. 2 Bände, Craetz, München und Ingolstadt 1763–1764.
- Reflexiones in Alexandri a S. Joanne Carmelitae continuationem historiae ecclesiasticae Claudii Fleurii abbatis. 3 Bände, Rieger, Augsburg 1783.
- Origo collegii Societatis Jesu ad S. Salvatorem Augustae Vindelicorum. 1786.